# Гранди, Серена
Сере́на Гра́нди (итал. Serena Grandi; наст. имя — Серена Фаджо́ли; род. 23 марта 1958 года, Болонья, Италия) — итальянская актриса, секс-символ 1980-х—90-х годов.

## Биография
Серена Гранди — сценический псевдоним Серены Фаджоли, родившейся в Болонье. Она получила образование в области компьютерного программирования и сначала устроилась на работу в лабораторию научного анализа. Актёрскую карьеру начала в 1980 году с участия в комедии «Попутчик» (La Compagna di viaggio) режиссёра Фердинандо Бальди. В своих первых фильмах указывается под псевдонимом Ванесса Штайгер (далее снималась под псевдонимом Серена Гранди, то есть Серена Величественная). Первая серьёзная роль пришлась на тот же 1980 год, когда Серена сыграла роль Мэгги в фильме ужасов «Антропофаг» режиссёра Джо Д’Амато.
Всемирную известность Серене принесло участие в эротических фильмах преимущественно итальянского режиссёра Тинто Брасса, первый из которых назывался «Миранда». Съёмки в этом фильме сделали её не только кумиром всей Италии, но и секс-символом эпохи. Серена Гранди стала известной по откровенным сценам в кино и фотографиям в журналах.
Пик творческой активности пришёлся на 1980-е годы, когда Серена снялась почти в 20 фильмах, включая эротические мелодрамы и комедии.
В 1990-е годы Серена Гранди продолжает сниматься, а также участвует в различных телевизионных шоу. В 2003 году была арестована по подозрению в употреблении и хранении наркотических средств. В 2004 году участвовала в реалити-шоу «В ресторане» на итальянском телеканале «Raiuno». 26 марта 2006 года дебютировала в Риме в качестве писательницы с романом «L’amante del federale». В 2008 году после десятилетнего перерыва она вернулась к актерской деятельности.
Была замужем за Беппо Эрколем. Есть сын Эдуардо.

## Фильмография
- 1980 — Антропофаг / Antropophagus
- 1980 — La cicala
- 1980 — La compagna di viaggio
- 1980 — Mia moglie è una strega
- 1980 — Tranquille donne di compagna
- 1981 — Pierino colpisce ancora
- 1981 — Pierino la Peste alla riscossa
- 1981 — Teste di quoio
- 1982 — Карлик / Malamore
- 1982 — Sturmtruppen 2 — Tutti al fronte
- 1983 — Acapulco, prima spiaggia… a sinistra
- 1983 — Tu mi turbi
- 1985 — Миранда / Miranda
- 1986 — Desiderando Giulia
- 1986 — Grandi magazzini
- 1986 — L’iniziazione
- 1986 — La signora della notte
- 1986 — Delitto passionale
- 1985 — Похождения молодого Дон Жуана / Les exploits d’un jeune Don Juan (Орсула, служанка)
- 1987 — Le foto di Gioia
- 1987 — Rimini Rimini
- 1987 — Roba da ricchi
- 1987 — Teresa
- 1989 — L’insegnante di violoncello
- 1990 — In nome del popolo sovrano
- 1991 — Sposa di violenza (Невеста насилия)
- 1992 — Centro storico
- 1992 — Сен-Тропе, Сен-Тропе… / Saint Tropez — Saint Tropez
- 1993 — Graffiante desiderio
- 1995 — La strana storia di Olga O.
- 1997 — Gli inaffidabili
- 1998 — Ladri si nasce
- 1998 — Шалунья / Monella
- 1998 — Radio Freccia
- 2008 — Il papà di Giovanna
- 2013 — La Grande bellezza